# Scarred
Scarred (en español Cicatrices) es un programa televisivo estadounidense de la cadena MTV que debutó en pantalla el 10 de abril de 2007. En cada episodio, se comparten historias de cómo personas que practican actividades de alto riesgo sufren lesiones o heridas mientras realizaban tales actividades, principalmente con patinetas, aunque también, ocasionalmente, con patines, esquís, snowboards y bmx, entre otros. Las historias son narradas por sus propios protagonistas sobre las imágenes de filmaciones caseras que muestran el momento en que sufren los accidentes. Suelen agregarse los diagnósticos médicos, en los que abundan las fracturas y las dislocaciones de todo tipo. Cada programa cuenta con un último vídeo llamado "The Most Fucked Up Clip of the Day" (en español, "El vídeo más jodido del día"), reservado al caso de mayor gravedad del episodio. Un ejemplo de tales vídeos, fue un patinador que al deslizarse por un pasamanos cae y su rueda izquierda se atasca en la acera y todo su peso cae sobre su pie ocasionándole una fractura de tobillo, tibia y peroné. El programa fue presentado por Jacoby Shaddix, cantante de la banda de rock Papa Roach. "Alive ('N Out of Control)'", canción de Papa Roach, es el tema del programa.
El programa muestra una aclaratoria que reza: "Cada cicatriz tiene una historia. Inspirados en la popularidad de los vídeos de colisiones, caídas y accidentes que abundan en Internet, Scarred es una mirada profunda a algunas de las más espantosas cicatrices en el país. Cada semana, rastreamos a estos hombres y mujeres para descubrir qué salió mal, qué les sucedió en el hospital y cómo quedaron marcados por sus cicatrices. Esta muestra es muy dolorosa para mirar".
Scarred, como muchos programas del mismo género, tales como Jackass, advierte a la audiencia que no recibirán vídeos caseros que les sean enviados. Sin embargo, los críticos afirman que los espectadores ignoran tal advertencia, y prueba de ello es la compilación de vídeos que se muestran en cada episodio, todos estos capítulos muestran algo de suspenso cada vez que comienza un video, al momento de la caída paran el video y el protagonista del video dice lo que pasó.